# EICMA
L'EICMA (inicials d'Esposizione Internazionale Ciclo Motociclo e Accessori), conegut també com a Saló de la Moto de Milà, és una fira comercial de motocicletes que se celebra anualment a Milà, Itàlia. Es tracta de la fira internacional del sector de la motocicleta més important (l'edició del 2018 va atreure més de mig milió de visitants i més de 1.200 marques expositores). L'esdeveniment és sovint emprat pels fabricants per a presentar els seus nous models.
Organitzades per l'EICMA cada any a Milà, les edicions del Saló tenen una durada total de sis dies. El recinte Fiera Milano Rho admet visitants professionals durant els dos primers dies i, després, resta obert al públic en general els quatre darrers. L'horari d'obertura per als visitants comercials és des de les 08:30 el primer dia i les 09:00 el segon fins a les 18:30 els dos dies. Per al públic en general, l'horari d'obertura comença des de les 09:30 tots els dies fins a les 18:30. L'única excepció és el quart dia, quan l'hora de tancament és a les 22:00.